# Lieutenant Burton
Lieutenant Burton ist ein von Liliane und Fred Funcken im realistischen Stil gezeichneter frankobelgischer Comic.
Die Westernserie mit dem Kavallerieoffizier Robert Burton als Titelhelden erschien erstmals 1962 in der belgischen und französischen Ausgabe von Tintin sowie in der niederländischen Version Kuifje. Yves Duval setzte mehrmals seinen Künstlernamen Michel Deverchin ein. Die dreizehn Kurzgeschichten füllten jeweils eine Lücke nach den Western Ben Barry und Ringo.
Jonas begann 1980 mit der Ausgabe eines ersten Sammelbandes. Hibou gab 2011 eine zweibändige Gesamtausgabe in der Reihe Traits pour traits heraus.

## Kurzgeschichten
| Nr. | Titel                                           |
| --- | ----------------------------------------------- |
| 1   | Le Lieutenant Burton se présente (1962)         |
| 2   | Ne défiez jamais le lieutenant (1962)           |
| 3   | Le Lieutenant Burton manque un combat (1962)    |
| 4   | La Résurrection du lieutenant Burton (1962)     |
| 5   | Le Lieutenant Burton fait un beau carton (1962) |
| 6   | Le Calumet de la paix (1963)                    |
| 7   | Burton règle toujours ses comptes (1963)        |
| 8   | Le Lieutenant Burton fait des recrues (1963)    |
| 9   | Fais ton testament lieutenant Burton (1963)     |
| 10  | Pour l’honneur du 7ème (1964)                   |
| 11  | Whisky… pour gogos (1964)                       |
| 12  | Sérénade en colt majeur (1966)                  |
| 13  | La Désobéissance du lieutenant Burton (1967)    |